# تیریولو
تیریولو (به ایتالیایی: Tiriolo) یک کومونه در ایتالیا است که در استان کاتانزارو واقع شده‌است.

## خصوصیات
تیریولو ۲۸٫۹۸ کیلومترمربع مساحت و ۳٬۹۰۵ نفر جمعیت دارد و ۶۹۰ متر بالاتر از سطح دریا واقع شده‌است.

## نگارخانه

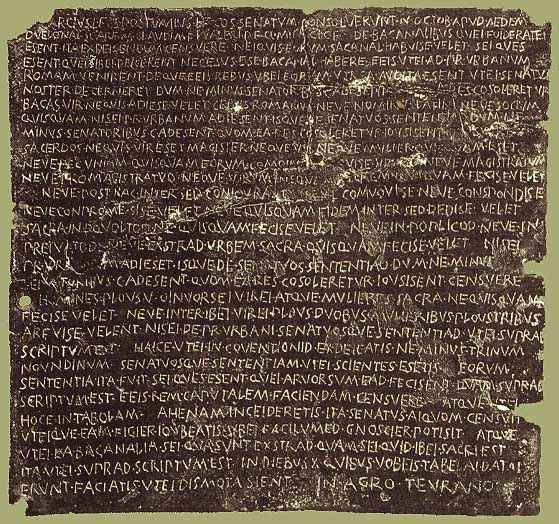